# Episodi di General Electric Theater (decima stagione)
La decima stagione della serie televisiva General Electric Theater è andata in onda negli Stati Uniti dal 10 settembre 1961 al 3 giugno 1962 sulla CBS.
| nº | Titolo originale                     | Titolo italiano            | Prima TV USA      | Prima TV Italia |
| -- | ------------------------------------ | -------------------------- | ----------------- | --------------- |
| 1  | The Golden Years                     |                            | 10 settembre 1961 |                 |
| 2  | The Iron Silence                     |                            | 24 settembre 1961 |                 |
| 3  | Cat in the Cradle                    |                            | 1º ottobre 1961   |                 |
| 4  | A Musket for Jessica                 |                            | 8 ottobre 1961    |                 |
| 5  | The $200 Parlay                      |                            | 15 ottobre 1961   |                 |
| 6  | The Wish Book                        |                            | 22 ottobre 1961   |                 |
| 7  | The Great Alberti                    | Il grande equilibrista     | 5 novembre 1961   |                 |
| 8  | Star Witness: the Lili Parrish Story |                            | 12 novembre 1961  |                 |
| 9  | A Voice on the Phone                 |                            | 19 novembre 1961  |                 |
| 10 | Money and the Minister               |                            | 26 novembre 1961  |                 |
| 11 | We're Holding Your Son               |                            | 3 dicembre 1961   |                 |
| 12 | Call to Danger                       |                            | 10 dicembre 1961  |                 |
| 13 | Tippy-Top                            |                            | 17 dicembre 1961  |                 |
| 14 | A Friendly Tribe                     |                            | 31 dicembre 1961  |                 |
| 15 | The Wall Between                     |                            | 7 gennaio 1962    |                 |
| 16 | The Hold-Out                         | Giovani fidanzati          | 14 gennaio 1962   |                 |
| 17 | The Little Hours                     |                            | 21 gennaio 1962   |                 |
| 18 | Go Fight City Hall                   | Confessione                | 28 gennaio 1962   |                 |
| 19 | Shadow of a Hero                     |                            | 4 febbraio 1962   |                 |
| 20 | Badge of Honor                       |                            | 11 febbraio 1962  |                 |
| 21 | The Free Wheelers                    |                            | 18 febbraio 1962  |                 |
| 22 | Ten Days in the Sun                  |                            | 4 marzo 1962      |                 |
| 23 | A Very Special Girl                  | Dieci giorni in California | 11 marzo 1962     |                 |
| 24 | My Dark Days (1)                     |                            | 18 marzo 1962     |                 |
| 25 | My Dark Days (2)                     |                            | 25 marzo 1962     |                 |
| 26 | Hercule Poirot                       |                            | 1º aprile 1962    |                 |
| 27 | The Bar Mitzvah of Major Orlovsky    |                            | 15 aprile 1962    |                 |
| 28 | The Troubled Heart                   |                            | 22 aprile 1962    |                 |
| 29 | Mister Doc                           |                            | 29 aprile 1962    |                 |
| 30 | The Unstoppable Gray Fox             |                            | 6 maggio 1962     |                 |
| 31 | Acres and Pains                      |                            | 13 maggio 1962    |                 |
| 32 | Somebody Please Help Me!             |                            | 20 maggio 1962    |                 |
| 33 | The First Hundred Years              |                            | 27 maggio 1962    |                 |
| 34 | The Roman Kind                       |                            | 3 giugno 1962     |                 |

## The Golden Years
- Diretto da:
- Scritto da:

### Trama
- Guest star: Hank Brandt (Quigley), Charles Bickford (Peter Farrell), Robert J. Stevenson (capitano Gordy), Jean Hagen (Paula Farrell)

## The Iron Silence
- Diretto da: Ida Lupino
- Scritto da: Ken Kolb

### Trama
- Guest star: Carol Lawrence (Rachel), Ronald Reagan (Vasily Kirov), Vic Morrow (Mikhail Loptev), Abraham Sofaer (padre Balaton), James Westerfield, Gloria Marshall

## Cat in the Cradle
- Diretto da:
- Scritto da:

### Trama
- Guest star: John Saxon (Martin Glass), Lola Albright (Cathy Armstrong), Elsa Lanchester (Hanna Winters), Ray Montgomery (Ross Armstrong)

## A Musket for Jessica
- Diretto da:
- Scritto da:

### Trama
- Guest star: Dick York (Ashael Miller), Piper Laurie (Jessica Galloway), Rhys Williams (Elder King)

## The $200 Parlay
- Diretto da:
- Scritto da:

### Trama
- Guest star: Bob Crane (Harry), Glynis Johns (Alma), Shelley Berman (Stanley), Maureen Arthur (Martha), Ralph Sanford (Watchman)

## The Wish Book
- Diretto da:
- Scritto da: George Milburn (soggetto)

### Trama
- Guest star: Rick Nelson (Lonnie Follett), Roberta Shore (Ellie Beckett), Jason Robards Sr. (giudice), Will Wright (nonno), Karen Green (Corie)

## The Great Alberti
- Diretto da:
- Scritto da:

### Trama
- Guest star: Cornel Wilde (Rudy Alberti), Stella Stevens (May Alberti), Charles McGraw (Forel), Michael Sean (Willy Schneider), Larry J. Blake (Ring Announcer)

## Star Witness: the Lili Parrish Story
- Diretto da: Jacques Tourneur
- Scritto da:

### Trama
- Guest star: Ted Knight (giudice), Bennye Gatteys (Madeleine Parrish), Paul Tripp (John Harding), Jack Mullaney (Dan Martin), Lloyd Nolan (Michael Bowen), Barbara Stanwyck (Lili Parrish)

## A Voice on the Phone
- Diretto da:
- Scritto da:

### Trama
- Guest star: Elinor Donahue (Carol Madsen), Nick Adams (Paul Madsen), Milton Selzer (George Goss), Elisha Cook, Jr. (Lloyd Harwell), Jesse White (Joe Maskowitz)

## Money and the Minister
- Diretto da:
- Scritto da: Charlotte Armstrong

### Trama
- Guest star: Richard Hale (Thorne), Connie Gilchrist (Anna Peterson), Robert Cornthwaite (Frank Munson), Ellen Corby (Gracie Jordan), Gary Merrill (John Dwight), Fay Wray (Mrs. Bassett), Jaye P. Morgan (Sally Dwight), Nancy Reagan (Vicky Carlisle), Lillian Bronson (Mrs. Willard), Ronald Reagan (Rev. Theodore Carlisle)

## We're Holding Your Son
- Diretto da:
- Scritto da: Roger Harrison

### Trama
- Guest star: Jim Galante (Andy), Barbara Parkins (Betty), Catherine McLeod (Mrs. Harris), Jack Chaplain (Sonny Harris), Scott Brady (John Keller), William Bendix (George Harris)

## Call to Danger
- Diretto da:
- Scritto da:

### Trama
- Guest star: Ed Peck (Paul Wilkins), Paul Mazursky (Joseph Kane), Edward Andrews (Andre Kellman), Grace Lee Whitney (Audrey Henderson), Lloyd Nolan (Robert Hale), Larry Blyden (Johnny Henderson)

## Tippy-Top
- Diretto da: Sherman Marks
- Scritto da: Sidney Michaels

### Trama
- Guest star: Ron Howard (Randy), Red Buttons (Tippy-Top), Frank Aletter (Bob), Joan O'Brien (Meryle)

## A Friendly Tribe
- Diretto da:
- Scritto da:

### Trama
- Guest star: Bill Mumy (Buzz), Barbara Parkins (Ruth), George Gobel (Elroy Morgan), Paula Winslowe (Edwina), Jack Easton, Jr. (Kenny Bradley), Walter Burke (Prentiss), Larry J. Blake (Fred Barnett)

## The Wall Between
- Diretto da:
- Scritto da: Alvin Boretz

### Trama
- Guest star: Maxine Stuart (Rita Bryan), Walter Sande (Roy Bryan), Everett Sloane (dottor Walter Gordon), Stephen Boyd (Bud Austin), Gloria Talbott (Janet Austin), Ronald Reagan (Sam Miller)

## The Hold-Out
- Diretto da:
- Scritto da:

### Trama
- Guest star: Dennis Hopper (Fred Judson), Brooke Hayward (Margie Graham), Dorothy Green (Ellen Graham), Fred Clark (Charles Judson), Groucho Marx (John Graham)

## The Little Hours
- Diretto da:
- Scritto da:

### Trama
- Guest star: Irene Ryan (Mr. Bryant), Carmen Mathews (Alicia Boynton), Eugène Martin (Timmy Carson), Gary Clarke (Jed Boynton), Judi Meredith (Julie Boynton), John Payne (padre Gerringer), R.G. Armstrong (Jerry Boynton)

## Go Fight City Hall
- Diretto da:
- Scritto da:

### Trama
- Guest star: Grady Sutton (Rabble Rouser), Bart Patton (Tony Henderson), Nora Marlowe (Mrs. Caspar), Allyn Joslyn (Woody Purvis), Stephanie Hill (Melissa Henderson), Renee Godfrey (Ethel), Irene Dunne (Margaret Henderson), Staats Cotsworth (giudice Bryant), Richard Collier (impiegato)

## Shadow of a Hero
- Diretto da: Herschel Daugherty
- Scritto da: William Clotworthy (soggetto)

### Trama
- Guest star: Charles Knox Robinson (Gregg Foster), Arleen Whelan (Eve Foster), Tommy Franklin (Jim Blaine), Nelson Olmsted (J.D. Evans), Marianna Case (Joanie), David Janssen (Pat Howard), John Mauldin (Tom Kane), Harvey Stephens (George Crandall), Olan Soule (Jack Townsend), Johnny Jacobs (Cy Hamilton), Ronald Reagan (Frank Foster)

## Badge of Honor
- Diretto da:
- Scritto da:

### Trama
- Guest star: Paul Carr (Chuck Fuller), Brad Morrow (Toby), David Kent (Frankie Thomas), Art Linkletter (Howard Douglas)

## The Free Wheelers
- Diretto da: Sherman Marks
- Scritto da: Robert Riley Crutcher, Sherman Marks

### Trama
- Guest star: Patricia Barry (Monica Wheeler), Gaylord Cavallaro (Jean Guerard), Reggie Nalder (Kalman), Tommy Noonan (Lincoln Wheeler), Jacques Bergerac (Coco Sorel)

## Ten Days in the Sun
- Diretto da:
- Scritto da:

### Trama
- Guest star: Andy Devine (Charley Dwyer), Monica Lewis (Joyce Grossblatt), Jerry Paris (Larry Grossblatt), Ed Wynn (Max Grossblatt)

## A Very Special Girl
- Diretto da: Ida Lupino
- Scritto da: Jameson Brewer e Katherine Anderson

### Trama
- Guest star: Barbara Rush (Alice Lockman), Jane Withers (Betty Hamilton), Gary Vinson (Doug Wilson), Quinn O'Hara (Beverly Maxwell), Edward Binns (Harry Wilson), Miriam Hopkins (Cynthia Lockman)

## My Dark Days (1)
- Diretto da: Charles Haas
- Scritto da:

### Trama
- Guest star: Michael Fox (Consul), Robert Emhardt (Albert), Patricia Huston (Patricia Blanchard), Lance Fuller (John Mason), Patrick McVey (Bill Edwards), Susan Gordon (Betsy Miller), Jeanne Crain (Marion Miller), Gail Bonney (Inga), Frank Gerstle (Dan Farrell), Alice Frost (Hazel Valance), Virginia Gregg (Helen), Carl Benton Reid (Chairman), Ronald Reagan (Paul Miller)

## My Dark Days (2)
- Diretto da: Charles Haas
- Scritto da:

### Trama
- Guest star: Michael Fox (Consul), Robert Emhardt (Albert), Virginia Gregg (Helen), Carl Benton Reid (Chairman), Patricia Huston (Patricia Blanchard), Lance Fuller (John Mason), Patrick McVey (Bill Edwards), Susan Gordon (Betsy Miller), Jeanne Crain (Marion Miller), Ronald Reagan (Paul Miller), Frank Gerstle (Dan Farrell), Gail Bonney (Inga)

## Hercule Poirot
- Diretto da: John Brahm
- Scritto da: Agatha Christie (soggetto)

### Trama
- Guest star: Nina Foch (Mrs. Davenheim), Martin Gabel (Hercule Poirot), James T. Callahan (detective Floyd), John Harding (Billy Kellett), Philip Ober (Chief McManus)

## The Bar Mitzvah of Major Orlovsky
- Diretto da: Ted Post
- Scritto da: Morton Wishengrad (soggetto)

### Trama
- Guest star: Ernest Borgnine (David Orlovsky), Cloris Leachman (Miriam Raskin), Charles Herbert (Joshua Raskin), Irving Burns (Himmelfarb), Morris Cohen (Mourner), Jacob Feifel (Cantor), Scotty Morrow (Jeffrey Orlovsky)

## The Troubled Heart
- Diretto da:
- Scritto da:

### Trama
- Guest star: Mabel Albertson (Agnes Fulton), Parley Baer (Harvey Seymour), Geraldine Brooks (Martha Seymour), Earl Holliman (David Seymour)

## Mister Doc
- Diretto da:
- Scritto da:

### Trama
- Guest star: Dean Jagger (Adam Darrow), William Hughes (Grover Darrow), Ruth Gates (nonna Darrow)

## The Unstoppable Gray Fox
- Diretto da:
- Scritto da: William Saroyan (soggetto)

### Trama
- Guest star: Ken Berry (Fiance), Lee J. Cobb (Grayson Foxhall), Alice Backes (Katy Sawyer), Kathleen Hughes (Paula O'Hara), Peter Leeds (Larry O'Hara), Flip Mark (Mike O'Hara), Lory Patrick (Secretary)

## Acres and Pains
- Diretto da: Perry Lafferty
- Scritto da: S.J. Perelman (soggetto)

### Trama
- Guest star: Edward Andrews (Paul Goodlove), Philip Coolidge (Ledbetter), Anne Jackson (Jenny Dutton), Walter Matthau (Tom Dutton), Alice Pearce (Mrs. Ledbetter)

## Somebody Please Help Me!
- Diretto da:
- Scritto da:

### Trama
- Guest star: Dorothy Malone (Ruth Hammond), Frances Reid (Vera Parsons), Stuart Erwin (George Parsons), Sally Hughes (Dot Malaby)

## The First Hundred Years
- Diretto da:
- Scritto da: Howard Leeds e Everett Freeman

### Trama
- Guest star: Joyce Bulifant (Connie Duncan), Roger Perry (Ben Duncan), Nick Adams (Richard Martin), Barbara Bostock (Dina Partin), Barry McGuire (Buster Krause)

## The Roman Kind
- Diretto da:
- Scritto da:

### Trama
- Guest star: Gene Barry (Mike Thompson), Diane Brewster (Laura Stanfield), Philip Bourneuf (Warren Stanfield), Fabrizio Mioni (Modena), Arnold Moss (Ferrini)